# Яр (Ялуторовский район)
Яр (тат. Исәт, Өйсәт) — деревня в Ялуторовском районе Тюменской области, расположенная на берегу реки Исеть в 75 км к югу от города Тюмень.
Деревня расположена на левом высоком берегу реки Исеть, что предопределило её название.

## Население
В 2004 году в деревне проживало 483 человека, имелась средняя школа (76 учащихся), библиотека, клуб и два магазина.
Проживают в деревне преимущественно татары.
| 2010 | 2014 |
| ---- | ---- |
| 393  | ↗503 |

## История
Точная дата возникновения поселения неизвестна, однако по имеющимся сведениям люди стали селиться на месте современного поселения с конца XIV — начала XV веков. Преимуществами местоположения поселения являлись близость реки, наличие большого количества мелких озёр и стариц, богатых рыбой, пригодная для земледелия земля, что обеспечило стабильный прирост населения за счёт переезжающих сюда жителей близлежащих деревень.
К XVIII веку население деревни превысило 1000 жителей. В указанный период в деревне отсутствовали больницы и промышленные предприятия, основной доход местное население извлекало из торговли тканью, нитками, иголками, солью, спичками, керосином и другими товарами повседневного спроса. Торговля велась из переоборудованных для данных целей жилых домов. Кроме этого в деревне организовывалась выездная торговля городскими торговцами.
До 1917 года деревня входила в состав Сингульской волости Ялуторовского уезда Тобольской губернии.
В начале XX века в деревне работали две мечети, одна из которых сгорела в 1932 году, а другая была позднее разобрана из-за ветхости. При мечетях работали школы для мальчиков и девочек, устроенных в частных домах.
В двадцатые годы XX века в деревню переселились несколько семей казанских татар из европейской части России. Под их влиянием произошло сближение языка местных сибирских татар с литературными нормами, чему также способствовало открытие в 1936 году семилетней школы, где учителя старались вести занятия на чистом литературном языке.
В 30-е годы XX века в деревне создаются первая сельскохозяйственная коммуна «Наби» — под руководством Хамидуллина Набиуллы, который владел грамотой и оставил заметный след в истории деревни. Он стал первым председателем колхоза, который был назван его именем — «Наби колхоз» (позднее переименован в «Урал»).
В истории деревни сохранились имена первых трактористов (Шукуров Набиулла и Алимбаев Айса), а также первого комбайнера — Яхина Сайфуллы Сайфутдиновича, которому доверили комбайн «Коммунар». В 1942 году на курсы трактористов отправляют первых женщин: Гизатуллину Исанбику, Алимбаеву Ханифу, Сабирову Амину, которые заменили ушедших на фронт мужчин.
Во время Великой Отечественной войны на фронт было отправлено 112 жителей деревни, домой вернулись 47. Более 50 детей остались сиротами, 18 женщин овдовели. За трудовые подвиги в тылу более 70 яровчан награждены медалью «За доблестный труд в Великой Отечественной войне 1941—1945 гг.».
В 1951 году на базе деревень Яр, Татарский Сингуль и Корсаки был создан укрупненный колхоз имени Чкалова. В 1960 году колхоз переименовали в совхоз с одноименным названием. В 1960-х годах совхоз становится передовым хозяйством. Отдельные работники совхоза были награждены орденами Ленина и Трудового Красного Знамени, Трудовой Славы III, «Знак Почёта», медалями «За доблестный труд», «За трудовое отличие». Среди работников совхоза имелся «Заслуженный механизатор России»
В 1991 году совхоз прекратил существование.